# Charly Guyot
Charly Guyot, né le 12 février 1898 à Boudevilliers et mort le 13 septembre 1974 à Boudevilliers, est un professeur et historien de la littérature suisse.

## Biographie
Charly Guyot étudie au Gymnase cantonal puis à l’Université de Neuchâtel, où il obtient une licence ès lettres. Après un diplôme d’études supérieures à la Sorbonne en 1921, il revient à Neuchâtel où il enseigne au Gymnase cantonal de 1922 à 1948. Il dirige également, depuis 1928 et jusqu’en 1943, le Séminaire de français moderne. Docteur ès lettres de l’Université de Genève en 1946, sa thèse sur la vie intellectuelle et religieuse en Suisse française et le pasteur Henri-David Chaillet complète sa grande étude sur Isabelle de Charrière. En 1949 Charly Guyot accède à la chaire de littérature de l'Université de Neuchâtel, à la suite d'Alfred Lombard, et est remplacé au séminaire de français moderne par Eric Lugin. De 1955 à 1957, il est recteur de l’Université de Neuchâtel.
Charly Guyot obtiendra d’André Bovet, directeur de la Bibliothèque publique et universitaire de Neuchâtel, l’autorisation d’explorer les archives de la Société typographique de Neuchâtel avant qu’elles ne soient rendues publiques. Cela va lui permettre de renouveler profondément l’histoire intellectuelle et neuchâteloise de la seconde moitié du 18e siècle,. Il s’intéresse en particulier à Jean-Jacques Rousseau et aux liens qu’il a tissés avec les habitants de la principauté. Il publie deux ouvrages sur l’entourage du philosophe, l’un sur son ami et protecteur Pierre-Alexandre du Peyrou et l’autre sur Marie-Thérèse Levasseur. Charly Guyot publie aussi nombre d’articles dans le Musée Neuchâtelois, la Revue d’histoire littéraire, les Cahiers Protestants, etc. Outre Rousseau, Diderot, Chateaubriand, Stendhal, Sainte-Beuve, Proust et Péguy, il s’intéresse également aux auteurs romands comme Ramuz ou le poète neuchâtelois Edmond Jeanneret,.

## Monographies
- Charly Guyot, Voyageurs romantiques en pays neuchâtelois, Neuchâtel; Paris, Delachaux et Niestlé, 1933.
- Charly Guyot, Pèlerins de Môtiers et prophètes de 89 : de Rousseau à Mirabeau, Neuchâtel; Paris, V. Attinger, 1936.
- Charly Guyot, Poëmes français écrits en Suisse au temps de l'exil, Porrentruy, Aux portes de France, 1945.
- Charly Guyot, Comment lire C.F. Ramuz, Paris, Aux étudiants de France, 1946.
- Charly Guyot, Neuchâtel, pays de tourisme, Neuchâtel, P. Attinger, 1948.

- Charly Guyot, Les romanciers américains d'aujourd'hui, Paris, Labergerie, 1948.

- Charly Guyot, Péguy pamphlétaire, Neuchâtel, La Baconnière, 1950.
- Charly Guyot, Un ami et défenseur de Rousseau : Pierre-Alexandre DuPeyrou, Neuchâtel, Ides et Calendes, 1958.
- Charly Guyot, Écrivains de Suisse française, Bern, Francke, 1961.
- Charly Guyot, Plaidoyer pour Thérèse Levasseur, Neuchâtel, Ides et Calendes, 1962.
- Charly Guyot, Diderot par lui-même, Paris, Seuil, 1967.